# Invasion of the Spider-Slayers
Invasion of the Spider-Slayers (рус. Нашествие Пауков-убийц) — сюжетная линия комиксов из шести выпусков, изданная Marvel Comics в рамках серии The Amazing Spider-Man в 1992—1993 годах. Сюжет рассказывает о противостоянии Человека-паука и киборгов Пауков-убийц, созданных Аластаром Смайтом.

## Сюжет
В качестве отмщения Человеку-пауку за смерть Спенсера Смайта, Аластар создал свою версию Пауков-убийц — киборгов, которые были созданы по аналогии с известными паукообразными — чёрной вдовой, скорпионом и тарантулом, а также обладали специальными устройства слежения и управления. Аластар построил несколько таких роботов «с помощью» нескольких заключённых, которых ему удалось освободить из одной лечебницы. Он принялся подстрекать Человека-паука принять участие в сражениях, в которых также участвовали и другие, например Мак Гарган и Чёрная кошка. Человеку-пауку удалось дать отпор всем роботам, когда появился главный — сам Смайт, называвший себя Ultimate Паук-убийца, который заключил своё тело в кибернетический панцирь, давший ему увеличенную силу, ловкость и неуязвимость, а также способность ходить. После схватки, Человек-паук победил его, Смайт был взят под стражу и отправился в лечебницу вместе с его бывшими приспешниками.

## Публикации

### Порядок чтения
Часть 1 — Amazing Spider-Man, vol. 1 #368 — «On Razored Wings»
Часть 2 — Amazing Spider-Man, vol. 1 #369 — «Electric Doom»
Часть 3 — Amazing Spider-Man, vol. 1 #370 — «Life Stings»
Часть 4 — Amazing Spider-Man, vol. 1 #371 — «One Flew Over The Cuckoo’s Nest»
Часть 5 — Amazing Spider-Man, vol. 1 #372 — «Arachnophobia Too!»
Часть 6 — Amazing Spider-Man, vol. 1 #373 — «The Bedlam Perspective»

### Коллекционные издания
| Название                                   | Включенные выпуски              | Дата         | ISBN               |
| ------------------------------------------ | ------------------------------- | ------------ | ------------------ |
| Spider-Man: Invasion of the Spider-Slayers | The Amazing Spider-Man #368-373 | декабрь 1995 | ISBN 0-7851-0100-4 |

## Вне комиксов
Сюжет лёг в основу видеоигры 1993 года Spider-Man 3: Invasion of the Spider-Slayers, выпущенной компаний LJN для Nintendo Game Boy. Сюжетная линия серии была также показана в эпизодах «The Spider Slayer» и «Return of the Spider Slayers» мультсериала «Человек-паук » 1994 года, а также в основанных на них играх для SNES и Sega Mega Drive.